# Giro de Lombardía 1965
El Giro de Lombardía 1965, la 59.ª edición de esta clásica ciclista, se disputó el 16 de octubre de 1965, con un recorrido de 266 km entre Milán y Como. El vencedor final fue el británico Tom Simpson, que se impuso en la línea de llegada al holandés Gerben Karstens y al francés Jean Stablinski, que acabaron segundo y tercero respectivamente. 

## Clasificación final
| Posición | Ciclista          | Equipo                   | Tiempo  |
| -------- | ----------------- | ------------------------ | ------- |
| 1        | Tom Simpson       | Peugeot-Esso-Michelin    | 6h47'00 |
| 2        | Gerben Karstens   | Televizier-Batavus       | a 3'11" |
| 3        | Jean Stablinski   | Ford France              | s.t.    |
| 4        | Franco Bitossi    | Springoil-Fuchs          | s.t.    |
| 5        | Gianni Motta      | Molteni                  | s.t.    |
| 6        | Raymond Poulidor  | Mercier-BP-Hutchinson    | s.t.    |
| 7        | Michele Dancelli  | Molteni                  | a 3'33" |
| 8        | Jacques Anquetil  | Ford France              | s.t.    |
| 9        | Marcello Mugnaini | Maino                    | s.t.    |
| 10       | Willy Monty       | Pelforth-Sauvage-Lejeune | s.t.    |